# Korokoropen Kai
Korokoropen Kai (コロコロペン介?) es un videojuego para arcade de tipo medal game y del género Bolos, fue desarrollado y publicado por Konami en 1998, Penta fue como niño principal de Antarctic Adventure.

## Personajes
- Penta
- Niña pingüina
- Pingüino principal